# Автошлях Т 0212
Автошля́х Т 0212 — автомобільний шлях територіального значення у Вінницькій області. Пролягає територією Вінницького, Тиврівського, Тульчинського та Томашпільського районів через Вінницю — Тиврів — Шпиків — Комаргород. Довжина — 78,6 км.
Під'їзд до смт Томашпіль — 1,2 км.
Загальна довжина — 79,8 км.

## Маршрут
Автошлях проходить через такі населені пункти:
| Автошлях Т 0212      |                      |
| Вінницька область    |                      |
| Вінницький район     |                      |
| Вінниця              | Т 0204               |
| Лука-Мелешківська    |                      |
| Іванівка             |                      |
| Тиврівський район    |                      |
| Тиврів               | Т 0216Т 0230         |
| Онитківці            |                      |
| Жахнівка             |                      |
| Івонівці             |                      |
| Велика Вулига        |                      |
| Тульчинський район   |                      |
| Шпиків               | Р36                  |
| Винокурня            |                      |
| Левківці             |                      |
| Юрківка              |                      |
| Томашпільський район |                      |
| Горишківка           |                      |
| Жолоби               |                      |
| Комаргородське       |                      |
| Комаргород           | Р08                  |
|                      | під'їзд до Томашполя |